# Walkeriidae
Walkeriidae is een familie van mosdiertjes uit de orde Ctenostomatida en de klasse van de Gymnolaemata. De wetenschappelijke naam ervan is in 1880 voor het eerst geldig gepubliceerd door Thomas Hincks.

## Geslachten
- Monastesia Jullien, 1888
- Walkeria Fleming, 1823